# Respirar
Singles de Bebe
Un pokito de rocanrol
(2012)
Respirar est une chanson de l'artiste espagnole Bebe, extraite de son quatrième album, intitulé Cambio de piel. Le titre est sorti en tant que premier single de l'album le 17 juillet 2015.

## Genèse
Respirar, “respirer”, est la chanson qui a été choisie pour la promotion de l’album Cambio de piel, “changement de peau”, le quatrième album de la chanteuse Bebe sorti le 9 octobre 2015. C’est donc après presque quatre ans de silence que la chanteuse Bebe est revenue sur le devant de la scène avec cet album composé par elle-même et Carlos Jean, le producteur de ses deux premiers albums (Pafuera Telarañas et Y.. 

## Signification
Le titre de l'album, Cambio de piel, "changement de peau" fait référence à un changement dans la vie personnelle de la chanteuse. Celle-ci a eu une forte déception amoureuse et a donné naissance à sa fille. C'est en la regardant respirer qu'elle a retrouvé son souffle. Sa fille est son oxygène. Le fait de devenir mère a changé ses priorités et lui a fait changer de peau. Cette chanson a été écrite en pensant à sa fille, même si les paroles n'en font pas directement référence.
Extrait : "Respirar para sentir que estoy viva
Y puedo respirar sin ti"
Traduction : "Respirer pour ressentir que je suis vivante
Et voilà que je peux respirer sans toi"

## Clip vidéo
Le clip qui accompagne cette chanson a été réalisé à Séville avec l'aide de la Fondation écologique (Fundación conservacionista) de Juan Luis Malpartida qui lutte pour la protection de l’environnement et des animaux. Ce clip met donc en valeur des animaux rescapés du trafic illégal et milite pour la cause animale. Hernán Zin, dont le dernier documentaire Nacido en Gaza, “né à Gaza”, a été nommé au prix Goya, a dirigé et réalisé ce clip de qualité sous la production de Contramedia Films et La Claqueta.

## Classement hebdomadaire
| Classement (2015)              | Meilleure position |
| ------------------------------ | ------------------ |
| Espagne (Spain Singles Top 50) | 38                 |